# Poisson-papillon côtelé de mer Rouge
Chaetodon austriacus
Espèce
Statut de conservation UICN

 LC  : Préoccupation mineure
Le Poisson-papillon côtelé de mer Rouge (Chaetodon austriacus) est une espèce de poissons de la famille des Chaetodontidae.

## Sous-genre
Le poisson-papillon côtelé de mer Rouge est un poisson-papillon qui fait partie du sous-genre Corallochaetodon. En 1984, André Maugé et Roland Bauchot ont proposé d'intégrer ce sous-genre dans un nouveau genre, Mesochaetodon, ce qui donnerait comme nom scientifique pour ce poisson Mesochaetodon austriacus.

## Morphologie
- Taille : en moyenne 12 cm ; jusqu'à 14 cm.

Son corps est jaune avec des petites bandes longitudinales bleues, avec l'arrière noir. Sa nageoire dorsale est blanche. 

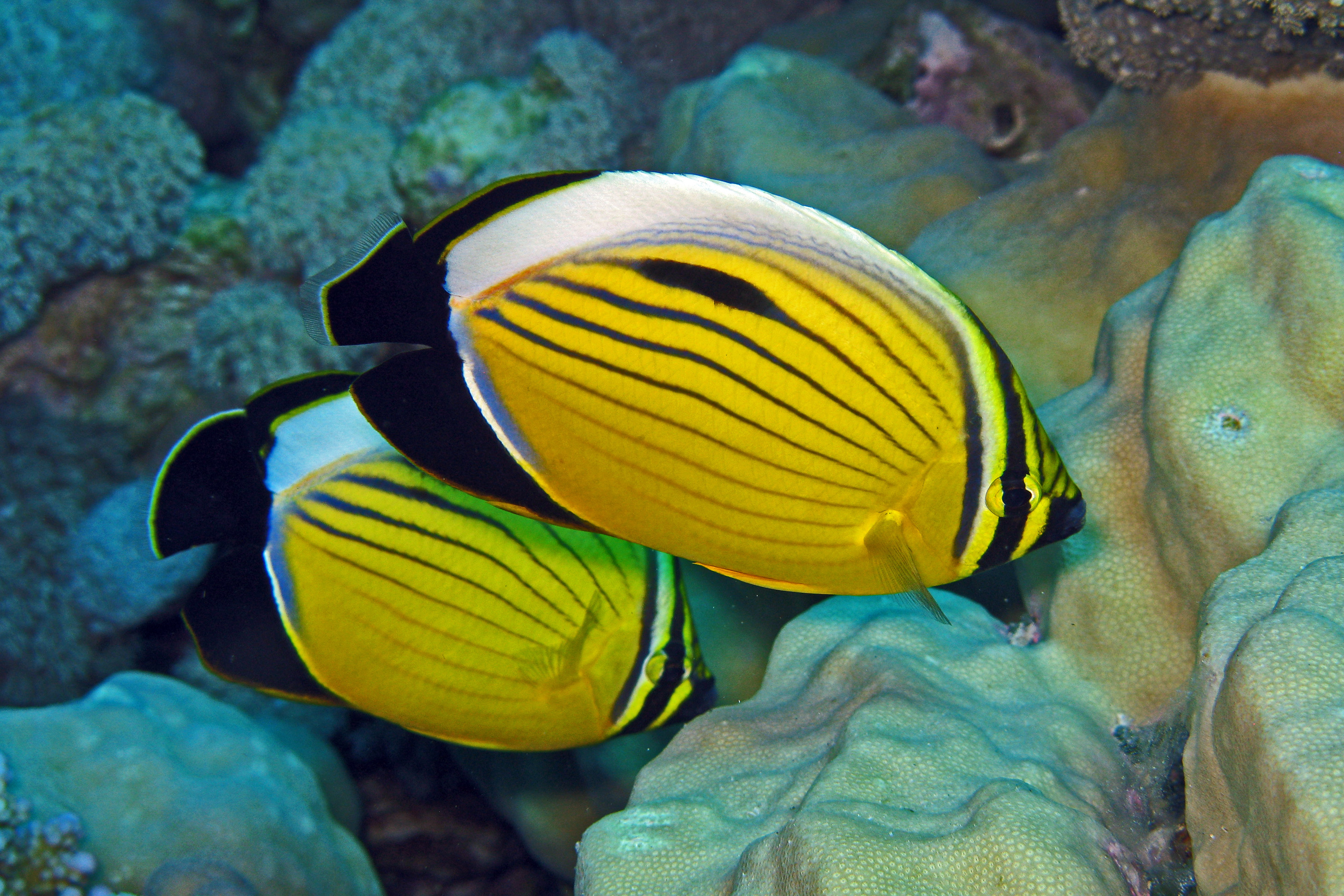
Deux poissons papillons Chaetodon austriacus

Ses yeux, comme ceux de nombreux poissons des coraux, sont masqués par un bandeau noir: c'est pour mieux égarer les prédateurs comme les blennies à dents de sabre qui attaquent de préférence les yeux explique l'éthologiste Irenäus Eibl-Eibesfeldt.

## Biologie et écologie
C'est un poisson corallien. Il ne mange presque exclusivement que des polypes de coraux dur (partie vivante du corail) et très rarement des tentacules d’anémones ou des œufs de gastéropodes.

## Répartition
Le poisson-papillon côtelé de mer Rouge se rencontre dans la mer Rouge, comme son  nom l'indique, ou à proximité (golfe d'Aden).

## Usage
On peut rencontrer ce poisson en aquarium, mais il est difficile à nourrir, du fait de son alimentation très spécialisée.